# Аркадіо Вентурі
Аркадіо Вентурі (італ. Arcadio Venturi; нар. 18 травня 1929, Віньйола) — італійський футболіст, що грав на позиції півзахисника. По завершенні ігрової кар'єри — футбольний тренер.
Виступав у Серії А за «Рому» та «Інтернаціонале», а також національну збірну Італії.

## Клубна кар'єра
У дорослому футболі дебютував 1947 року виступами за команду клубу «Віньйолезе», в якій провів один сезон.
Своєю грою за цю команду привернув увагу представників тренерського штабу столичної «Роми», до складу якого приєднався влітку 1948 року. 19 вересня 1948 року Вентурі дебютував за «вовків» у матчі проти «Болоньї» (1:2) і відтоді став стабільним основним форвардом «джалороссі», забивши 100 голів у 288 чемпіонату протягом дев'яти сезонів. У тому числі зіграв 37 матчів (6 голів) у сезоні 1951/52, коли команда виступала в Серії Б й допоміг їй з першої спроби виграти другий дивізіон і повернутись до італійської еліти.
Протягом 1957—1960 років захищав кольори «Інтернаціонале», але основним гравцем не був.
Завершив професійну ігрову кар'єру у «Брешії», за яку виступав протягом сезону 1960/61 років, зігравши 26 матчів у Серії Б, в яких забив лише 2 голи.

## Виступи за збірну
11 листопада 1951 року дебютував в офіційних матчах у складі національної збірної Італії в товариській грі проти збірної Швеції, яка завершилась внічию 1:1.
Наступного року у складі збірної був учасником Олімпійських ігор 1952 року в Гельсінкі, де зіграв в обох матчах своєї команди на турнірі. У першому матчі проти збірної США Вентурі забив один з голів італійців і допоміг розгромити суперника з рахунком 8:0, проте вже у другій грі італійці були биті угорцями 0:3 і покинули турнір.
Всього протягом кар'єри у національній команді, яка тривала лише 3 роки, провів у формі головної команди країни 6 матчів, забивши 1 гол.

## Кар'єра тренера
По завершенні ігрової кар'єри став тренером молодіжної команди «Інтернаціонале». Зокрема допоміг становленню майбутньої легенди «Інтера» і збірної Італії Джузеппе Бергомі.
З приходом на тренерський місток «Інтернаціонале» Джованні Трапаттоні у 1986 році, Вентурі був затверджений на посаді помічника тренера головної команди. 1991 року разом з Трапаттоні перейшов на роботу в «Ювентус», де також обіймав посаду помічника тренера.
Після того як влітку 1994 року Трапаттоні залишив «Ювентус», Вентурі став директором «Болоньї», де пропрацював кілька років, після чого перестав займатись футболом.
| Дата       | Місто     | Господарі | Результат | Гості     | Турнір                   | Голи | Примітки |
| ---------- | --------- | --------- | --------- | --------- | ------------------------ | ---- | -------- |
| 11/11/1951 | Флоренція | Італія    | 1 – 1     | Швеція    | товариський матч         | -    |          |
| 25/11/1951 | Луґано    | Швейцарія | 1 – 1     | Італія    | Кубок Центральної Європи | -    |          |
| 16/07/1952 | Тампере   | США       | 0 – 8     | Італія    | ОІ 1952                  | 1    |          |
| 21/07/1952 | Гельсінкі | Угорщина  | 3 – 0     | Італія    | ОІ 1952                  | -    |          |
| 28/12/1952 | Палермо   | Італія    | 2 – 0     | Швейцарія | Кубок Центральної Європи | -    |          |
| 17/05/1953 | Рим       | Італія    | 0 – 3     | Угорщина  | Кубок Центральної Європи | -    |          |
| Усього     |           | Матчів    | 6         |           | Голів                    | 1    |          |